# Calamodes
Calamodes is een geslacht van vlinders van de familie spanners (Geometridae), uit de onderfamilie Ennominae.

## Soorten
- C. boursini Albers & Warnecke, 1941
- C. melanaria Oberthür, 1913
- C. occitanaria (Duponchel, 1829)
- C. subscudularia (Turati, 1919)